# 양주삼
양주삼(梁柱三, 일본식 이름: 梁原柱三하시하라 추산, 1879년 평남 용강 ~ ?)은 일제강점기의 조선 감리교회의 감독으로, 서울 종교교회에서 담임목사로 시무했다.

## 생애
1938년 일본이 종교계에 신사참배를 강요했을 때, “기독교인들은 종교인이기 앞서서 국민”이라면서 신사참배를 찬성하였다. 양주삼의 이러한 행적은 신토를 앞세운 일본 군국주의에 대한 협조이기 때문에, 친일행적이라는 한국 개신교 교회 역사의 큰 오점을 남겼다. 이러한 친일행적이 광복 이후 출옥교인이나 그렇지 않은 교인이나 고생하기는 매한가지였다는 논리 하에 전혀 청산되지 못했음을 문제로 지적하는 시각도 있다.
1939년 12월 18일 정동의 이화여전 강당에서 80여 명의 관계자들이 모인 가운데 후원회 창립총회가 개최되었다. 여기에서 12개조의 후원회 장정을 통과시키고 25명의 위원을 선출했다. 양주삼도 이화여전 후원회 위원의 한사람으로 선출되었다.
광복 직후 목회활동을 하다 대한적십자사 출범 이후 총재로 선출되었다. 이후 그는 대한적십자사 초대 총재를 지내던 중 한국 전쟁이 발발하여 실종되었고, 이후 행적은 알 수 없다. 조선민주주의인민공화국으로 납북된 것으로 추정되고 있다.

## 사후
2002년 발표된 친일파 708인 명단과 2008년 공개된 민족문제연구소의 친일인명사전 수록예정자 명단, 2009년 친일반민족행위진상규명위원회가 발표한 친일반민족행위 705인 명단에 모두 포함되었다.

## 같이 보기
- 감리교
- 대한적십자사
- 윤치호

## 참고자료
- 이덕주. “한국 기독교 인물 - 양주삼(梁柱三) 한국 감리교회 창설의 주역”. 한국컴퓨터선교회. 2008년 1월 3일에 확인함.

| 전임 (신설) | 제1대 대한적십자사 총재 1949년 10월 ~ 1950년 6월 | 후임 윤보선 |